# 스와 미쓰오
스와 미쓰오는 후지코 F. 후지오가 제작한 파만의 주인공. 한국 명으로는 나민구. 친구 호시노 스미레가 있다.
참고로 성우는 미와 카즈에/박영남.